# Klasse van akkergemeenschappen
De klasse van akkergemeenschappen (Stellarietea mediae) is een klasse van syntaxa die efemere pioniervegetatie omvat die typerend is voor omgewerkte gronden waar akkerkruiden de boventoon voeren; deze gemeenschappen komen optimaal voor op akkers.

## Naamgeving en codering
| Papaveretea rhoeadis Brullo et al. 2001 |

- Syntaxoncode voor Nederland (rVvN): r31
- BWK-karteringscodes: bk, bl, bs, bu

De wetenschappelijke naam Stellarietea mediae is afgeleid van de botanische naam van vogelmuur (Stellaria media).

## Onderliggende syntaxa in Nederland en Vlaanderen
De klasse van akkergemeenschappen telt in Nederland en Vlaanderen twee orden met beide twee verbonden. In totaal telt de klasse in Nederland en Vlaanderen negen associaties.
- - orde van grote klaproos (Papaveretalia rhoeadis)
    - naaldenkervel-verbond (Caucalidion)
      - stoppelleeuwenbek-associatie (Kickxietum spuriae)
      - nachtkoekoeksbloem-associatie (Papaveri-Melandrietum noctiflori)

    - verbond van duivenkervel en kroontjeskruid (Fumario-Euphorbion)
      - associatie van grote ereprijs en witte krodde (Veronico-Lamietum hybridi)
      - tuinbingelkruid-associatie (Mercurialietum annuae)
      - associatie van korrelganzenvoet en stijve klaverzuring (Chenopodio-Oxalidetum fontanae)

  - orde van gewone spurrie (Sperguletalia arvensis)
    - wildhalm-verbond (Aperion spica-venti)
      - korensla-associatie (Sclerantho annui-Arnoseridetum)
      - associatie van ruige klaproos (Papaveretum argemones)

    - verbond van vingergras en naaldaar (Digitario-Setarion)
      - associatie van gele ganzenbloem (Spergulo arvensis-Chrysanthemetum)
      - hanenpoot-associatie (Echinochloo-Setarietum)

- Rompgemeenschap met echte kamille en grote klaproos (RG Matricaria chamomilla-Papaver rhoeas-[Papaveretalia rhoeadis])
- Rompgemeenschap met echte kamille en gewone spurrie (RG Matricaria chamomilla-Spergula arvensis-[Aperion spica-venti])
- Rompgemeenschap met smalle wikke en ringelwikke (RG Vicia sativa subsp. segetalis-Vicia hirsuta-[Aperion spica-venti])
- Rompgemeenschap met dauwnetel (RG Galeopsis speciosa-[Sperguletalia arvensis])
- Rompgemeenschap met eenjarige hardbloem (RG Scleranthus annuus-[Sperguletalia arvensis])
- Rompgemeenschap met witte winterpostelein en vroegeling (RG Claytonia perfoliata-Erophila verna-[Stellarietea mediae])
- Rompgemeenschap met koolzaad (RG Brassica napus-[Stellarietea mediae])
- Rompgemeenschap met herik (RG Sinapis arvensis-[Stellarietea mediae])
- Rompgemeenschap met zwarte mosterd (RG Brassica nigra-[Stellarietea mediae/Artemisietea vulgaris])

## Fotogalerij

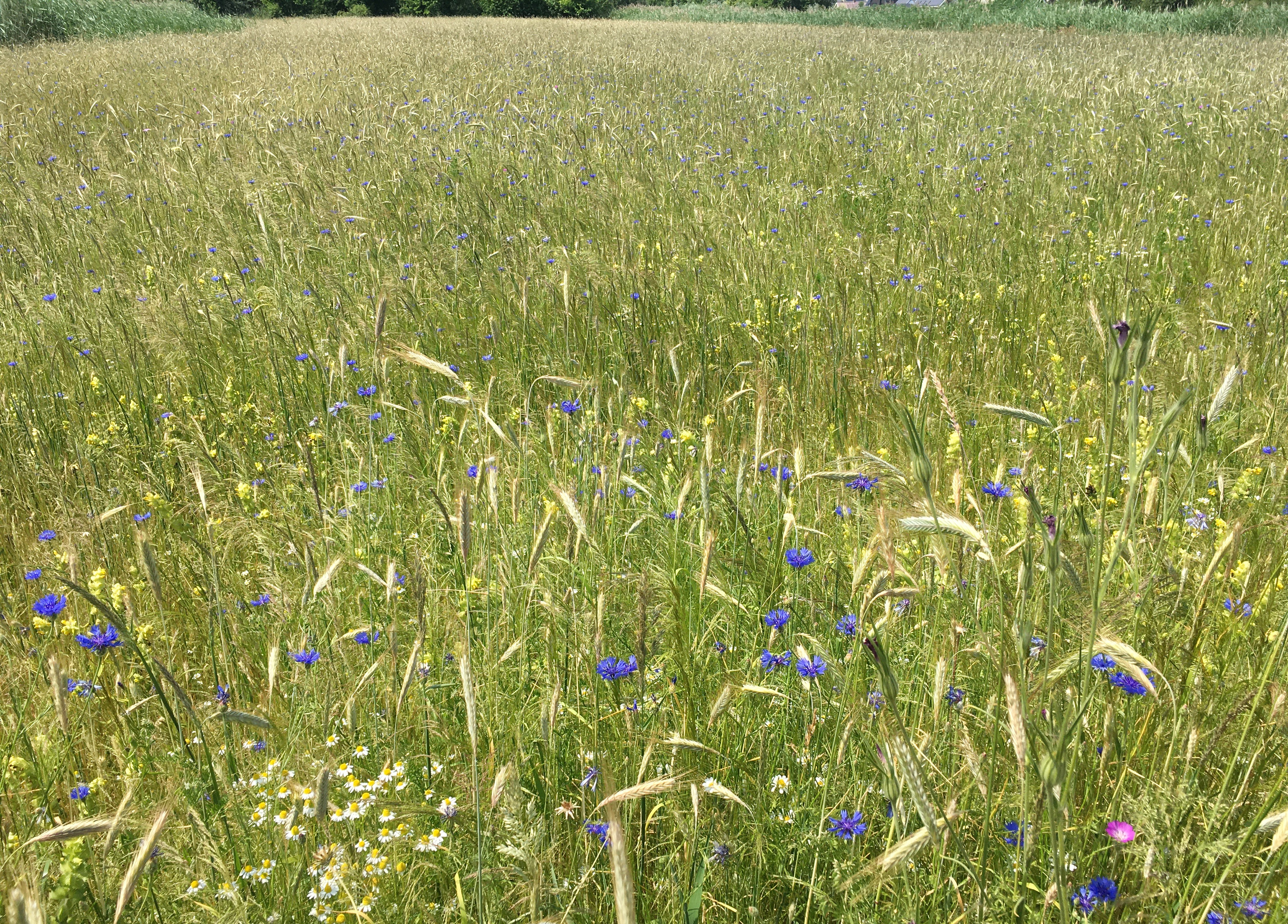
Een vroeg zomeraspect van de korensla-associatie
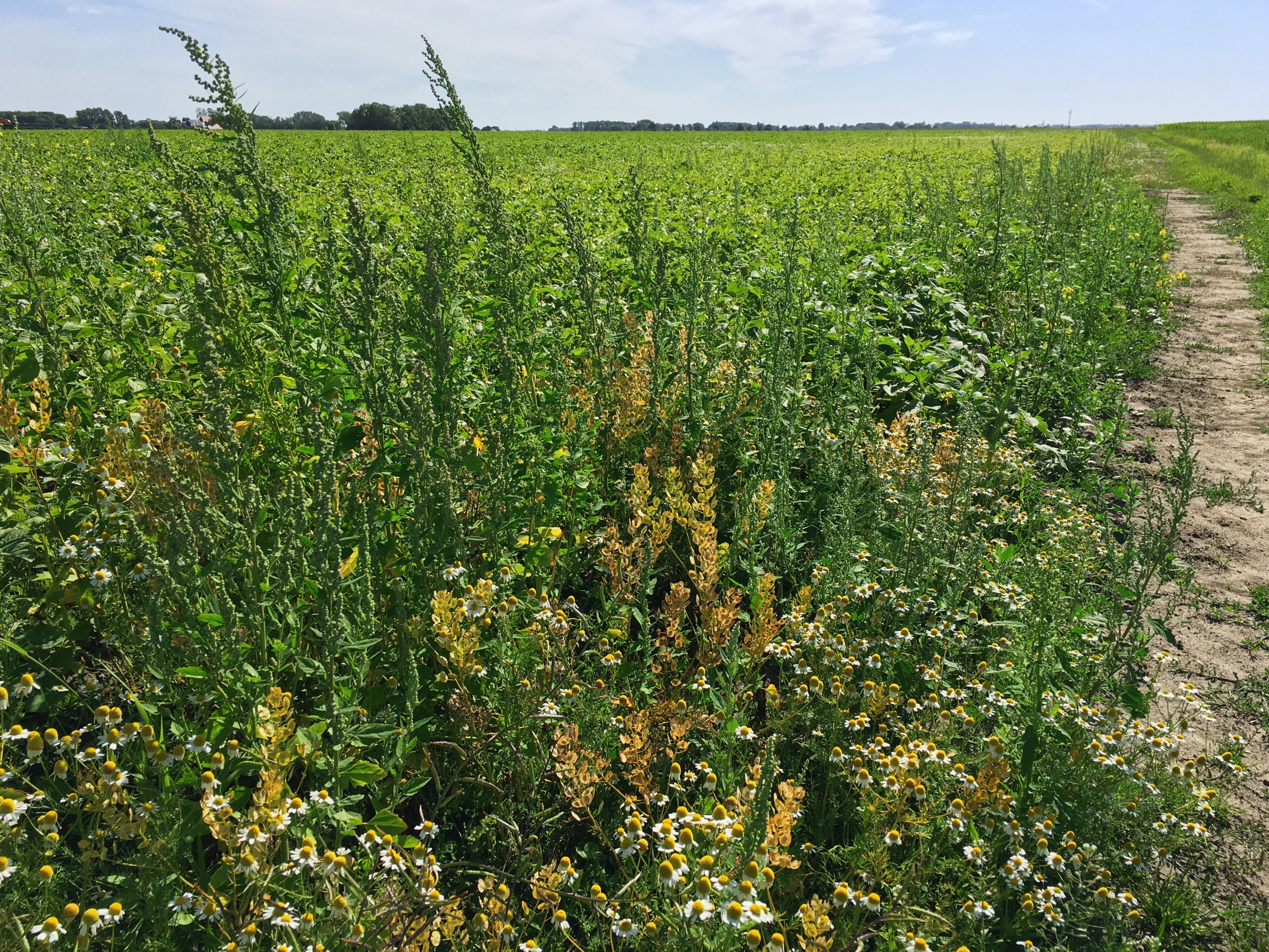
Associatie van grote ereprijs en witte krodde
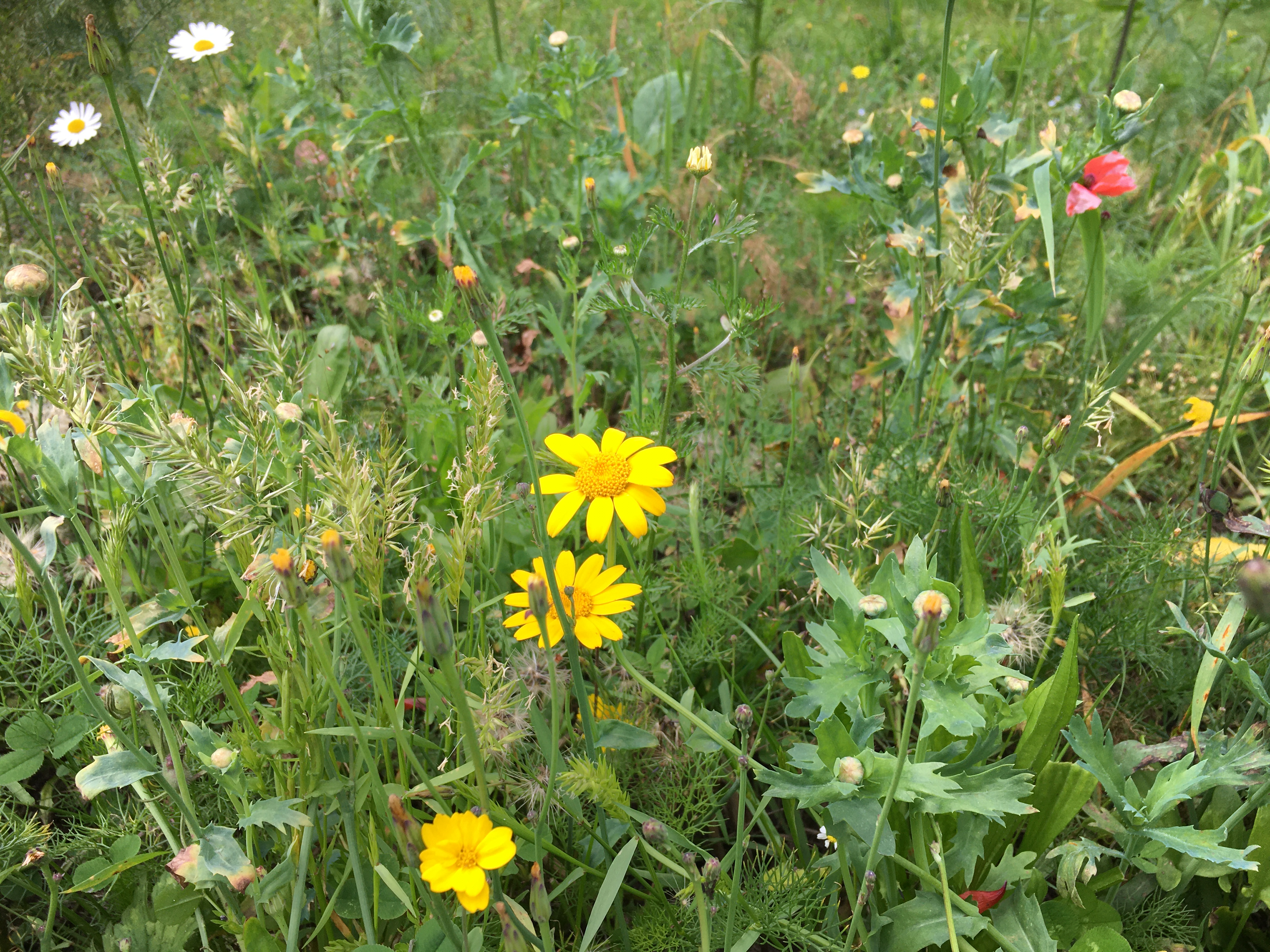
Een akkergemeenschap uit de Sperguletalia arvensis